# Hälsa
Se även hälsning, hälsa (spel) och Hälsa (tidning)
'Ohälsa' omdirigerar hit. Se även sjukdom.
Hälsa är ett begrepp som kan definieras på många olika sätt. Enligt Världshälsoorganisationens (WHO) definition från 1948, som är den mest använda, är hälsa "ett tillstånd av fullständigt fysiskt, psykiskt och socialt välbefinnande, inte endast frånvaro av sjukdom och funktionsnedsättning.", ("Health is a state of complete physical, mental and social wellbeing and not merely the absence of illness or infirmity"). Den svenska myndigheten Sidas (styrelsen för internationellt utvecklingssamarbete) använder sig av WHO:s definition. Nationella folkhälsokommittén i Sverige definierar hälsobefrämjande arbete som "... den process som ger människor möjlighet att öka kontrollen över sin hälsa och befrämja den. /.../ För att detta ska kunna uppfyllas måste människan ges förutsättningar att kunna påverka de faktorer som kan begränsa dessa möjligheter /.../ den process som hjälper människor att uppleva en känsla av sammanhang liksom ett fysiskt, psykiskt och socialt välbefinnande". Enligt Nationella Folkhälsokommittén är stress och belastning, socialt stöd och nätverk, arbetssituation, självförtroende, förmåga att ha kontroll över sin tillvaro, hopp samt framtidstro faktorer som kan påverka hälsan.
Den del av WHO:s hälsobegrepp som berör välbefinnande har länge behandlats som en variabel som sträcker sig mellan inget välbefinnande och en hög grad av välbefinnande. Det perspektivet har emellertid på senare tid vidgats till en domän av "ovälbefinnande", ett begrepp som myntades i ett sammanhang av studier av hur miljövariabler i färdvägsmiljöer för gång och cykling kan påverka det miljömässiga ovälbefinnandet - välbefinnandet.

## Ordet hälsa
Hälsa, fornsvenska hælsa, betydde "välfärd", "lycka", "hälsa" men även "hälsning", att "önska någon lycka, hälsa och välgång". Ordet har nära samband med hell (att önska någon lycka etc) och hel (dels "i sin helhet", dels "frisk, utan skada") och hela (helbrägda, bota), kanske också helig ("som ej får skadas"). 

## Historiskt perspektiv
Definitionen av hälsa har varierat från en tid till en annan. De föreställningar om hälsa som föreligger under olika tider är beroende av och inbäddade i olika historiska och sociokulturella sammanhang. I dag kan hälsa dels betraktas som frånvaro av sjukdom och dels som ett ideal för det goda livet. Utöver dessa i tiden liggande föreställningar, som inte alltid klargörs, knyts hälsa till måttfullhet och självdisciplin, medan sjukdom förknippas med svaghet, något som kan utgöra en moralisk-etisk komplikation i samband med människors möten med hälso- och sjukvården.
Hälsa är något som människor i alla tider har eftersträvat. Forskare som studerar hälsa i ett idéhistoriskt perspektiv, beskriver hur såväl antika som judiska och kristna förebilder har haft betydelse för vår tids syn på hälsa både i ett religiöst, filosofiskt och etiskt perspektiv. Dessa förebilder präglades bland annat av att människan i tidernas begynnelse antogs ha levt i harmoni med naturen. Ett liv nära naturen kom också att uppfattas som norm och rättesnöre för människan. Sjukdom ansågs som självförvållad genom att man inte hade levt enligt naturens föreskrifter. Man trodde, trots skilda uppfattningar om naturens beskaffenhet, också på dess läkande kraft. Eftersom människan inte helt kan förstå och kontrollera naturen måste hon för att uppnå hälsa anpassa sig till den. Då man under antiken och i den äldre traditionen endast kunde bota ett fåtal sjukdomar kom hälsoupplysning, det vill säga levnadsregler för hur den enskilde skulle kunna undvika ohälsa och sjukdom, att spela en stor roll. Det ankom således på läkaren att, i den hippokratiska läkekonstens efterföljd, underlätta för naturen genom att försöka se till att den sjuke inte genom sin livsföring motarbetade naturens läkande processer.
För Hippokrates och Platon var hälsa ett helhetsperspektiv där både kropp och själ ingick. Galenos utvecklade sin balansteori vilken innebär att de fyra elementen skall vara i harmoni med varandra för att människan skall vara vid god hälsa. Vesalius arbetade med dissektioner av människokroppar och kunde därigenom visa ett biologiskt samband mellan symptom och sjukdom.
Under 1800-talet då den moderna medicinska vetenskapen etablerades genom ökade kunskaper i patologi, fysiologi och bakteriologi och då man så småningom i allt högre grad kunde bota sjukdomar, fick hälsa en ”negativ” definition. Hälsa likställdes nu med ”frånvaro av främmande och skadliga materier i kroppen”  Enligt den biologisk-mekanistiska sjukdomsmodellen, ”apparatfelsmodellen”, definieras hälsa som ”ett tillstånd av normal biologisk funktion hos varje organ och hos organismen som system, ett tillstånd som kan beskrivas vetenskapligt” . En liknande definition kunde man på 1980-talet läsa i uppslagsverket ”Medicinsk terminologi”. Hälsa formulerades också då i normativa termer som ”kroppens normala tillstånd när den (och dess organ) fungerar optimalt (på bästa sätt) utan tecken på sjukdom eller avvikelse” . Filosofen Nordenfelt  har pekat på att en människa enligt det ”biologiskt statistiska” hälsobegreppet anses vara vid hälsa om hennes kropp och hennes psyke fungerar i ett för arten typiskt mönster.

## WHO:S definition av hälsa
Den mest kända hälsodefinitionen i vår tid är kanske den som formulerades av Världshälsoorganisationen: 
| ” | Hälsa är ett tillstånd av fullkomligt fysiskt, psykiskt och socialt välbefinnande, inte endast frånvaro av sjukdom (WHO 1948) | „ |

Enligt WHO:s definition bör hälsa vara en fundamental rättighet för alla människor, oberoende av religion eller politiska åsikter. Här har vi då en hälsodeklaration som tydligt betonar att både fysiska, psykiska och sociala faktorer har betydelse för att komma tillrätta med ojämlikhet vad beträffar hälsan. Då det gäller socialt välbefinnande är det möjligen så att WHO har velat markera att sådana faktorer som boende, arbetsliv, ekonomiska möjligheter och socialt nätverk har betydelse för att minska ohälsa.
Kritiker har ansett att WHO:s hälsodefinition är alltför idealistisk, utopisk och den spänner över ett för stort område. De har undrat om någon överhuvudtaget kan uppnå ett så fullkomligt välbefinnande. Det man verkar mena är att om hälsa är ett tillstånd av fullständigt välbefinnande så skulle detta betyda att alla människor egentligen är sjuka . Dessa kritiker kan dock ha missförstått innebörden av WHO:s hälsodefinition eftersom de tycks ha utgått ifrån att hälsa och sjukdom är varandras motsatser, det vill säga att människan är antingen sjuk eller frisk. Kritikerna var inte varse att hälso- och sjukdomsbegreppen under historiens lopp har utvecklats ur olika samband och i olika riktningar och att hälsa är ett begrepp som människor har använt sig av då de velat beskriva sina drömmar om ett gott liv.

## Det holistiska och det biostatistiska synsättet
Med "holistiskt" menas i det här fallet att synsättet omfattar flera aspekter och dimensioner:
- Fysisk hälsa
- Mental hälsa
- Emotionell hälsa, möjlighet att känna och ge uttryck för olika känslor och utveckla känslomässiga relationer med andra
- Psykosocial hälsa, stöd från familj och vänner och möjlighet att prata med och utöva aktiviteter med andra
- Andlig hälsa, möjlighet att utöva principer baserade på moral, tro och religion och känna att man har ett syfte med livet
- Sexuell hälsa, möjlighet att få utöva sin sexualitet
- Social hälsa, länken mellan hälsa och hur samhället är utformat (avseende till exempel bostad, föda, inkomst)
- Miljö, den yttre fysiska miljön man lever i (sanitet, vattenrening, transportmöjligheter o.s.v.) [14]

- Det holistiska synsättet kan definieras som: "En människa har full hälsa, om och endast om hon i en standardsituation har förmågan att realisera alla sina vitala mål. Med ett vitalt mål menas här en nödvändig förutsättning för att en person skall kunna uppnå ett tillstånd av minimal tillfredsställelse. En människa har å andra sidan, någon grad av ohälsa om det finns något vitalt mål som hon inte fullständigt kan realisera. Hon har en sjukdom om hon hyser någon kroppslig eller mental process som är sådan att den tenderar att sänka hennes hälsonivå, det vill säga skapa ohälsa."[15]

- Det biostatistiska synsättet utvecklades av bland annat Christopher Boorse på 1970-talet, där full hälsa är det normala och vid avvikelse från det normala eller normalfördelningen så är detta definition på sjukdom eller defekt.[3] Detta synsätt har dock vissa problem. Alla åkommor kan idag inte mätas och kvantifieras. Det gör att personer som mår dåligt men ej uppvisar någon avvikelse rent biostatistiskt sätt är ej sjuka enligt den definitionen. Omvänt finns samma problem att de som har högt blodtryck eller höga kolesterolvärden känner sig inte mer sjuka på grund av detta men de klassificeras ändå som sjuka enligt det biostatistiska synsättet.

Äldre tiders hälsodefinitioner emanerar ur humanistiska värderingar som skiljer sig ifrån de normativa ”biostatistiska”  hälso- och sjukdomsbegrepp som utvecklats inom modern medicin. Redan på tvåhundratalet e.Kr. definierade läkaren Galenos (129 – ca 200 e.Kr.) hälsa som ”ett tillstånd i vilket vi varken lider ont eller är förhindrade från det dagliga livets funktioner” . En definition som denna är inte sjukdomsrelaterad utan handlingsrelaterad. Kanske är det så att det som är det avgörande inte är en statistisk normalitet utan att kroppen och psyket fungerar väl. I sin beskrivning av det ”holistiska” hälsobegreppet menar han, i linje med Galenos, ”att vara vid hälsa är att må väl och ha en god handlingsförmåga”. Denna förmåga innebär att man under ”standardomständigheter” har möjlighet att arbeta för eller förverkliga ”vitala mål” . Med detta avses både basala överlevnadsmål och andra högprioriterade mål som till exempel självförverkligande. Ett sådant hälsobegrepp inbegriper en värdering av människans förmåga att göra det som är viktigt för henne. Detta varierar mellan olika kulturer och kan således leda till olika hälsobegrepp. Det centrala är dock att vid hälsa råder det balans mellan en persons handlingsförmåga och hennes mål för handling . Pörn uttrycker detta på följande sätt:
| ” | Health is the state of a person which obtains exactly when his repertoar is adequate relative to his profile of goals. A person who is healthy in this sense carries with him resources that are sufficient for what his goal requires of him. | „ |

Detta betyder att om en person inte fullt ut kan förverkliga sina mål, så har denna någon grad av ohälsa. En konsekvens av den holistiska teorin om hälsa som holism och ekvilibrium, det vill säga hälsa som helhet och balans, blir att begreppen ohälsa och sjukdom skiljer sig mera ifrån varandra än man tidigare uppmärksammat. Med detta synsätt är sjukdom, skador och defekter typiska orsaker till ohälsa men de utgör inte själva ohälsan. Även personliga problem kan tänkas orsaka ohälsa. Däremot är det inte alltid som sjukdom, i form av till exempel latent sjukdom eller sjukdom i ett tidigt skede, förorsakar ohälsa .  
Sarvimäki skriver:
| ” | Med hälsa avses här ett adekvat förhållande mellan individens mål eller intentioner och kapacitet, som gör det möjligt för individen att eftersträva och uppnå de mål som han uppställt, att förverkliga sina intentioner. | „ |

Hälsa sett på detta sätt är individrelaterad men också kulturrelaterad om än i andra hand. Det rör sig således om en hälsodefinition som är flexibel och beroende av vilka mål, intentioner och kapacitet som den enskilde individen har under livets växlingar. Vad som betraktas som hälsa kommer således att variera från individ till individ och växla med olika världs- och livsåskådningar. 
Enligt vissa forskare utgör hälsan ett medel för, eller ett bidrag till, ett gott liv. I enlighet med de värdeteoretiska analyserna, verkar inte det goda livets värde kunna återföras på någonting annat. Det goda livets värde bör därför betraktas som ett ”intrinsikalt värde”, det vill säga det har ett värde i sig. Vad människor anser vara ett gott liv varierar dock. Hälsa betraktas som ett ”extrinsikalt värde”, det vill säga något som kan bidra till det goda livet och tenderar att befordra välbefinnande och styrka. Ohälsa däremot tenderar att producera ”illabefinnande” och svaghet. Hälsan bidrar enligt Sarvimäki till att människor kan utvecklas biofysiskt, emotionellt, intellektuellt, sociokulturellt och andligt-existentiellt. Att människor som individer kan leva fullödigt i dessa avseenden borde kunna bidra till det goda livet också på grupp- och samhällsnivå, det vill säga de kan till exempel skaffa sig möjligheter att påverka sin egen och andras situation på olika nivåer. Hälsa är således ett värde att sträva efter på både individ-, grupp- och samhällsnivå.

## Hälsa och ohälsa i arbetslivet i Sverige
Från och med 1 juli 2003 ska alla arbetsgivare med fler än 10 anställda redovisa sjukfrånvaro i årsredovisningen. Enligt arbetsmiljölagen är det arbetsgivarens ansvar att förebygga ohälsa och olycksfall och skapa en god arbetsmiljö. 
Att skapa en god arbetsmiljö handlar både om att förebygga ohälsa och olycksfall i fysisk och psykisk arbetsmiljö men också om att arbeta förebyggande med de faktorer som kan främja hälsa, så kallade friskfaktorer. Friskfaktorer kan definieras som "företeelser som förekommer i den enskildes arbets- och eller totala livsmiljö och levnadsmönster och ger denne förutsättningar för att fungera optimalt, utvecklas och må bra i arbetslivet". 
Det blir mer och mer vanligt att företag värderar personalens hälsa ur ett företagsekonomiskt perspektiv. Att göra detta brukar kallas att göra ett hälsobokslut. Ett hälsobokslut kompletterar det ekonomiska bokslutet och gör det möjligt att styra genom att göra långsiktiga investeringar i hälsa. Exempel på faktorer som redovisas i hälsobokslut är sjukfrånvarokostnader, rehabiliteringskostnader, personalomsättning, satsningar på arbetsmiljö, kompetensutveckling och friskvård. Hälsobokslutet kan beskriva personalens hälsa i nyckeltal och ger vägledning om när det är lönsamt att satsa på rehabilitering, förebyggande eller hälsofrämjande åtgärder och andra personalinvesteringar. Hälsobokslutet kan också visa vad insatserna kostat och intäkterna de genererat.     

### Arbetsolyckor, arbetsskador och arbetssjukdomar
Enligt Arbetsmiljöverkets statistik rapporterades det under 2010 och till och med första kvartalet 2011 cirka 104 000 arbetsskador, varav merparten var arbetsolyckor. Drygt 28 000 arbetsolyckor ledde till frånvaro från arbetet, medan knappt 52 000 olyckor inte ledde till frånvaro. 13 500 olyckor skedde på väg till eller från arbetet. Förutom olyckor anmäldes 9 500 arbetssjukdomar. Under 2010 inträffade 54 dödsolyckor bland förvärvsarbetande, vilket kan jämföras med 40 dödsolyckor under 2009 och 68 under 2008.
Enligt arbetsmiljölagen ska arbetsmiljöarbetet på arbetsplatsen bedrivas systematiskt. Innan arbetet startar ska riskbedömningar genomföras. Det är också viktigt att använda rätt skyddsutrustning.
Den vanligaste arbetsolyckan är fall från hög höjd. Arbetsolyckor på grund av tunga lyft och överansträngning är också vanligt, inte minst inom vård och omsorg. Även arbete vid maskiner av olika slag ligger bakom många olyckor. Andelen olyckor i samband med hot, våld eller rån mot arbetsplatser har ökat de senaste åren, bland annat på grund av att det idag finns fler nattöppna butiker och att ensamarbete förekommer oftare. 
För att få ett olycksfall godkänt som arbetsskada ska olyckan ha skett på arbetet. För det mesta omfattas även olycksfall under raster, tjänsteresor och vid utbildning.
Det är viktigt att alla arbetsplatser har ordentlig krisberedskap om olyckan är framme. Det systematiska arbetsmiljöarbetet innebär också att det finns en beredskap för första-hjälpen åtgärder och krishantering för att minska följdverkningarna av en olycka, akut sjukdom eller annan allvarlig händelse. Det ska finnas beredskap på arbetsplatsen både för psykiskt och socialt omhändertagande efter sådana händelser. En god krisberedskap kan minska det personliga lidandet men också förebygga sjukfrånvaro, och bör ses som en del av arbetsplatsens rehabiliteringsarbete. Regler för första hjälpen och krisstöd finns i Arbetsmiljöverkets föreskrift 1999:7. 

## Ojämlikhet i hälsa
Det finns skillnader i hälsa mellan olika sociala grupper i Sverige. Dessa skillnader tar sig uttryck dels genom hälsoproblem inom särskilt utsatta grupper (t.ex. barn som växer upp i hem med missbruk), dels som gradskillnader i hälsa som löper genom hela samhället (t.ex. i fråga om utbildningsnivå).
Kommissionen för jämlik hälsa har identifierat sju livsområden som är särskilt viktiga för jämlik hälsa:
1. Det tidiga livet
2. Kompetenser, kunskaper och utbildning
3. Arbete, arbetsförhållanden och arbetsmiljö
4. Inkomster och försörjningsmöjligheter
5. Boende och närmiljö
6. Levnadsvanor
7. Kontroll, inflytande och delaktighet